# Policijski pes
Policijski pes(v Severni Ameriki velikokrat naveden s kratico " K-9", ki je homonim besede canine) je služben pes, ki je posebej izšolan in usposobljen za pomoč pri delu v policiji, Carini in drugim organom kazenskega pregona. Uporabljajo ga za odkrivanje prepovedanih drog in eksplozivov, pri iskanju pogrešanih oseb, pri odkrivanju dokazov na kraju zločina in pri zaščiti njihovih lastnikov. Policijski psi si morajo zapomniti veliko glasovnih ukazov ter ročnih signalov. Najpogostejša pasma policijskega psa je nemški ovčar. Namerna poškodba ali uboj psa v mnogih državah velja za zločin.

## Zgodovina

### Začetki
Psi so bili uporabljeni za namene kazenskega pregona vsaj že od srednjega veka dalje. V vaseh so dali denar na stran za rejo in vzdrževanje policijskih krvosledcev okrožja, katere so uporabljali za lov nad zločince. V času vladanja angleškega kralja Henrika I. je bil policist oziroma stražnik zadolžen za kraljevo palačo ter za vzdrževanje konjušnice, pesjakov in hlevov. Odgovoren je bil tudi za zaščito in kontrolo celotne palače. V Franciji so se psi uporabili v 14. stoletju v St. Malo. Na Škotskem so bili krvosledci znani kot »Slough dog«. Ta beseda izvira iz »Sleuth«, kar pomeni detektiv.
V 19. stoletju je hitra urbanizacija Londona povzročila ogromno povečanje zakona in nereda. Ta problem je bil daleč prevelik, da bi ga lahko rešili z obstoječimi organi kazenskega pregona. Posledica tega je bil nastanek zasebnih združenj za pomoč pri boju proti kriminalu. Nočni čuvaji so skrbeli za zaščito prostorov skupaj s posamezniki zasebnih združenj. Slednji so bili oboroženi s strelnim orožjem in psi, da bi se zaščitili pred kazenskimi prestopniki.

### Moderna doba
Eden izmed prvih pravih poskusov za uporabo psov za pomoč policiji pri odkrivanju kaznivih dejanj in prijetja zločincev je bil narejen leta 1869 s komisarjem Metropolitanske policije v Londonu, Sir Charles Warren. Ponavljajoče se napake Warrena pri identificiranju in prijetju serijskega morilca Jacka Razparača je pripeljalo do velikega obrekovanja tiska zaradi neuporabe psov pri iskanju morilca. Že na drugem prizorišču zločina serijskega morilca je imel dva zdresirana psa, usposobljena za sledenje. Rezultati so bili daleč od zadovoljivih. Eden od psov je ugriznil komisarja, kasneje pa sta oba psa utekla, nakar je bilo sproženo policijsko iskanje, da jih ponovno najdejo.
Prvič so bili psi uporabljeni v velikem obsegu za pomoč v policiji v kontinentalni Evropi. Pariška policija je začela uporabljati pse proti združevanju kriminalnih tolp v nočnih urah. Prvi organiziran policijski program za pse je bil predstavljen v policijskem oddelku v Gentu v Belgiji leta 1899. Te metode so se kmalu razširile v Avstro-Ogrsko in Nemčijo. Slednja je prva začela znanstveno raziskovati na tem področju in sicer s poskusi vzreje psov in njihovega usposabljanja. Nemška policija je izbrala nemškega ovčarja kot idealna pasma za policijsko delo in odprla prvo Pasjo šolo leta 1920 v Greenheidu. Začelo se je sistematično šolanje, kjer se psi učijo poslušnosti, iskanja oz. sledenja in napadanja kriminalcev.
V Veliki Britaniji so bili policijski psi prvič uporabljeni leta 1908, da bi zaustavili kraje in tatvine ob pomolih v Hull-u. Leta 1910 so Železniške policijske sile eksperimentirale z drugimi pasmami, kot so zlati prinašalci, labradorci, dobermani in nemškimi ovčarji.

## Specializirani policijski psi
- Pes stražar in napadalec – Ta pes se uporablja za iskanje in obvladovanje osumljencev ali sovražnikov, za zagotavljanje varnosti na občutljivih ali nadzorovanih območjih.
- Reševalni pes (v angleščini je kratica SAR)– Ta pes se uporablja za iskanje osumljencev ali iskanje pogrešanih oseb ali predmetov. Za te naloge se po navadi uporablja pse krvosledce.
- Pes za odkrivanje prepovedanih snovi (drog) – Nekateri psi se uporabljajo za odkrivanje prepovedanih snovi, kot so droge pri ljudeh ali predmetov v njihovi lasti. Veliko držav uporablja pasmo Beagle ali Angleški brake na letališčih za preiskovanje prtljage prav zaradi svoje prijazne narave in videza, saj ne vzbujajo prevelikega vznemirjanja pri večini potnikov.
- Pes za odkrivanje eksplozivnih sredstev - Ta pes se uporablja za odkrivanje eksplozivov, predvsem na letališčih in drugih podobnih lokacijah.
- Pes za odkrivanje požigov – Nekateri psi so usposobljeni, da zavohajo sledi pospeševalnih snovi na območju suma požiga.
- Pes za odkrivanje trupel – Nekateri psi so usposobljeni za odkrivanje vonja po razpadajočih truplih. Nosovi teh psov so tako občutljivi, da so sposobni odkriti trupla pod tekočo vodo in po raziskavah dr. Derbe Komar (Univerza v Alberti, Kanada) je njihova točnost skoraj 100 %.[7]

## Najpogostejše pasme
Nekatere pasme se uporabljajo za uveljavljanje javnega reda s preganjanjem in zadržanjem osumljenca ali s pridržanjem osumljenca v primeru grožnje za pobeg. To izvedejo z neposrednim prijetjem ali z metodo imenovano »Bark and Hold« oziroma »Lajanje in zadržanje«. Policijski psi, kot so nemški ovčarji, imajo veliko dobrih lastnosti, zaradi katerih se jih uporablja za policijsko delo. Uspešen policijski pes mora biti inteligenten, agresiven, močen in mora imeti dobro razvit vonj. Za policijske pse izberejo številne nekastrirane samce, saj tako ohranijo svojo agresivno vedenje. Vendar se uporabljajo tudi samice, predvsem za reševanje, sledenje in lociranje bombe/eksploziva in droge. Nemški ovčarji in Belgijski ovčarji se najpogosteje uporabljajo zaradi njihove razpoložljivosti; vendar tudi ostale pasme psov so primerne za pomoč policiji, kot so Nizozemski ovčarji, Rotvajlerji, Bokserji, Dobermani, Veliki šnavcerji, Airedalski terierji.

## Najpomembnejše pasme policijskih psov
- Ameriški Pitbull Terier - iskanje in reševanje, sledenje, lociranje bombe, droge, pes napadalec.
- Beagle ali Angleški brak - lociranje bombe, droge. Uporabljajo ga po celem svetu.
- Belgijski ovčar ali Malinois - zaščita, pes napadalec, lociranje improviziranih eksplozivnih naprav, lociranje dokazov, drog, zaporniški prevoz, iskanje pogrešanih oseb.
- Pes sv. Huberta (Bloodhound)- zazna specifične vonjave, sledenje, lociranje dokazov, bomb in drog.
- Doberman - pes napadalec, zaščita.
- Nizozemski ovčar - pes napadalec, zaščita.
- Springer španjel - lociranje bombe, droge.
- Nemški ovčar - pes napadalec, zaščita, sledenje na tleh in po zraku, lociranje človeških ostankov, lociranje dokazov, drog in improviziranih eksplozivnih naprav.
- Nemški kratkodlaki Pointer - sledenje na tleh in po zraku, lociranje dokazov in drog.
- Labradorec - lociranje bombe, droge.

## Upokojitev
Do upokojitve policijskih psov pride, če se poškodujejo do te mere, da si ne bodo več opomogli, v primeru brejnosti ali vzgajanju mladičev, ali pa so prestari/bolni, da bi nadaljevali z delom. Delovna doba policijskega psa je 6-9 let (usposabljajo ga od prvega leta starosti).
Če so ti psi ubiti med opravljanjem službenih dolžnosti, so deležni enake časti kot njihovi človeški partnerji. Vodnik sprejme vse odločitve v zvezi s svojim svojim živalskim partnerjem.